# 까미유 끌로델 (2013년 영화)
《까미유 끌로델》(프랑스어: Camille Claudel 1915)은 2013년 공개된 프랑스의 전기 영화이다. 미술가 카미유 클로델의 말년을 다루고 있다. 쥘리에트 비노슈가 주인공 카미유 클로델을 연기했고, 브뤼노 뒤몽 감독이 연출했다.

## 줄거리
조각가 카미유 클로델은 전성기가 지난 후 정신적인 문제로 고통받는 듯 보인다. 그녀는 자신의 조각상들을 파괴하고, 과거 연인이었던 오귀스트 로댕이 자신의 삶을 불행하게 만들려 했다는 말을 반복한다. 결국 동생 폴은 그녀를 아비뇽 외곽의 정신병원으로 보낸다. 병원에 있는 동안 카미유는 의사에게 자신이 완전히 정상이라고 설득하려 하지만, 그녀를 둘러싼 환자들은 명백히 그렇지 않다. 그녀는 동생을 간절히 다시 만나고 싶어 하며, 동생이 자신의 주장을 지지해 줄 수 있기를 희망한다.

## 출연
- 쥘리에트 비노슈 - 카미유 클로델 역
- 장뤼크 뱅상 - 폴 클로델 역
- 로베르 르루아 - 의사 역
- 에마뉘엘 코프만 - 사제 역
- 마리옹 켈레르 - 블랑 역
- 아르멜 르루아롤랑 - 수녀 역

## 기타
- 미술: 로랑 듀피르-클레망
- 미술: 리통 뒤피에-끌레망
- 의상: 알렉산드라 샤를
- 의상: 브리짓 마세이-세르소어

## 같이 보기
- 까미유 끌로델 (1988년 영화)